# Bazoques

Bazoques este o comună în departamentul Eure, Franța. În 1 ianuarie 2022 avea o populație de 140 de locuitori.